# روسلایتن
روسلایتن (به آلمانی: Roßleithen) یک منطقهٔ مسکونی در اتریش است که در ناحیه کیرشدورف آندر کرمس واقع شده‌است. روسلایتن ۶۷٫۵ کیلومتر مربع مساحت دارد ۵۸۸ متر بالاتر از سطح دریا واقع شده‌است.